# Dialetto bornholmese
Il bornholmese (bornholmsk o dialetto di Bornholm) è un dialetto della lingua danese. Pur essendo considerato un dialetto della lingua stessa, presenta alcune caratteristiche molto differenti nella grammatica, avendo conservato tre generi grammaticali, come nella lingua islandese o nella lingua norvegese, spariti invece dal danese ufficiale e dallo svedese.
Alcune persone hanno creato dizionari per tradurre il danese in bornholmese, e il quotidiano locale di solito mostra un articolo scritto in bornholmese, anche se il dialetto è principalmente differente dal danese nel parlato rispetto allo scritto. 
La lingua di Bornholm è divisa in cinque dialetti principali; la sezione settentrionale dell'isola ha subìto una forte influenza dalla varietà della lingua svedese parlata in Scania, a causa dell'immigrazione e dei cambiamenti  geopolitici avvenuti prima del 1900. In alcune regioni, la parola occhio viene pronunciata iva, mentre in altre viene pronunciata come øja.
L'influenza ricevuta dallo svedese è tale che il dialetto parlato nella zona settentrionale viene chiamato Allinge-svensk in danese e Âlinga-svænsk in bornholmese.
Siccome il bornholmese non viene insegnato nelle scuole, molti insegnanti danesi trovano difficile distinguere alcune espressioni simili a frasi in danese. Per esempio, i sommers è il modo corretto per indicare che l'estate è passata in dialetto bornholmese, ma risulta sbagliata se interpretata in danese in quanto la 's' terminale non va inclusa.

## Esempi

### Letteratura
Inizio del poema stampato a Espersen Bornholmsk Ordbog:
| Bornholmese | Danese | Italiano |
| --- | --- | --- |
| God awtan liden Elna, gods fredd, God awtan, min deilia rosa! Ad gubbań hań vill freia, jâ vedd; Men toustuiń, vastu jo tosa. Te öfröl ded lakkar well snarara, du, En kånna, - ded bler nokk for siĺĺa; Men jâ går å stjærnar på piblana nu, Forr jâ e nå nu så viĺĺa. Hvad, liden Elna, Hvad, min deilia rosa? | God aften, lille Elna, guds fred God aften, min dejlige rose! At gubben vil fri, ved jeg Men tog du ham, var du jo en tosse Til gravøl lakker det nok snarere, du En kone - det bliver nok for silde Men jeg går og kigger på pigerne nu, For nu er jeg næsten i stand dertil (til at gifte mig) Hvad, lille Elna, Hvad, min dejlige rose? | Buonasera, piccola Elna, la pace di Dio! Buonasera mia bella rosa! Che l'uomo anziano che conosco, ma se lo prese, venivi considerata una ragazza stupida. La bevanda del funerale vedi che si avvicina per lui? Una moglie ora è troppo tardi, Ma ora vado a vedere le ragazze, Per me sono quasi pronto a sposarmi. come vuoi, piccola Elna! come vuoi mia piccola rosa! |